# Сер Френсіс Оньє

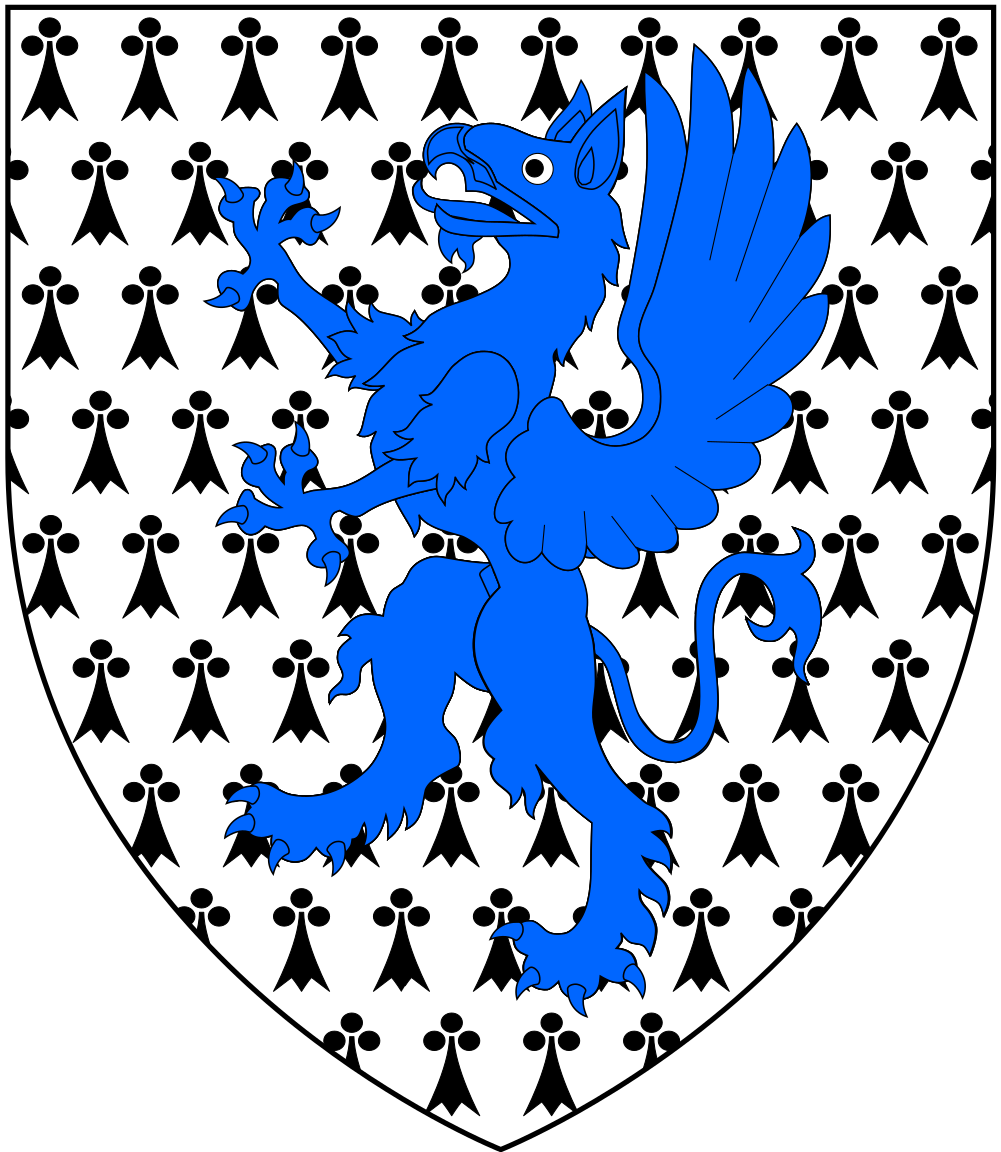
Герб баронів Оньє з Лонгфорду.

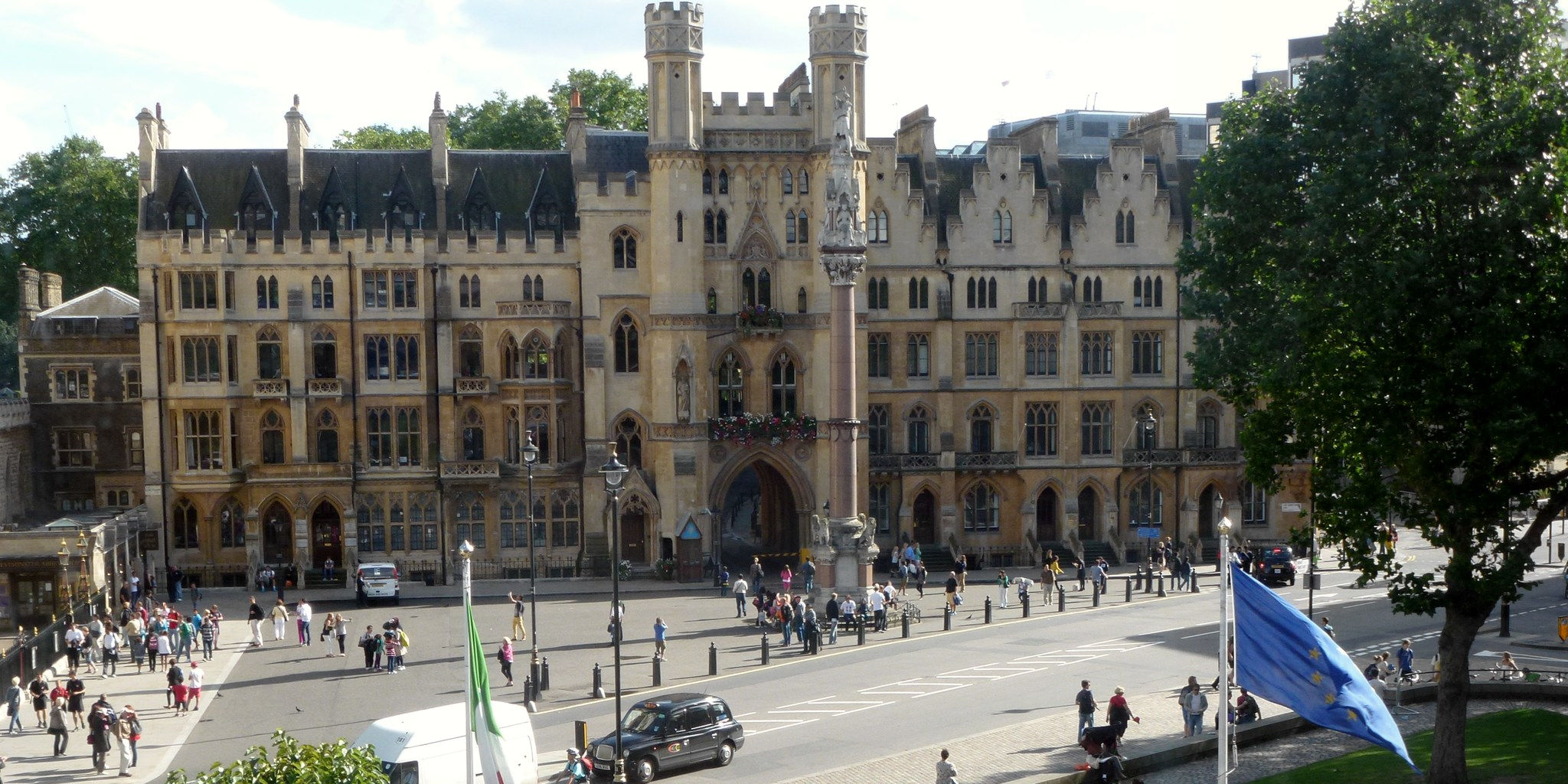
Вестмінстерська школа.

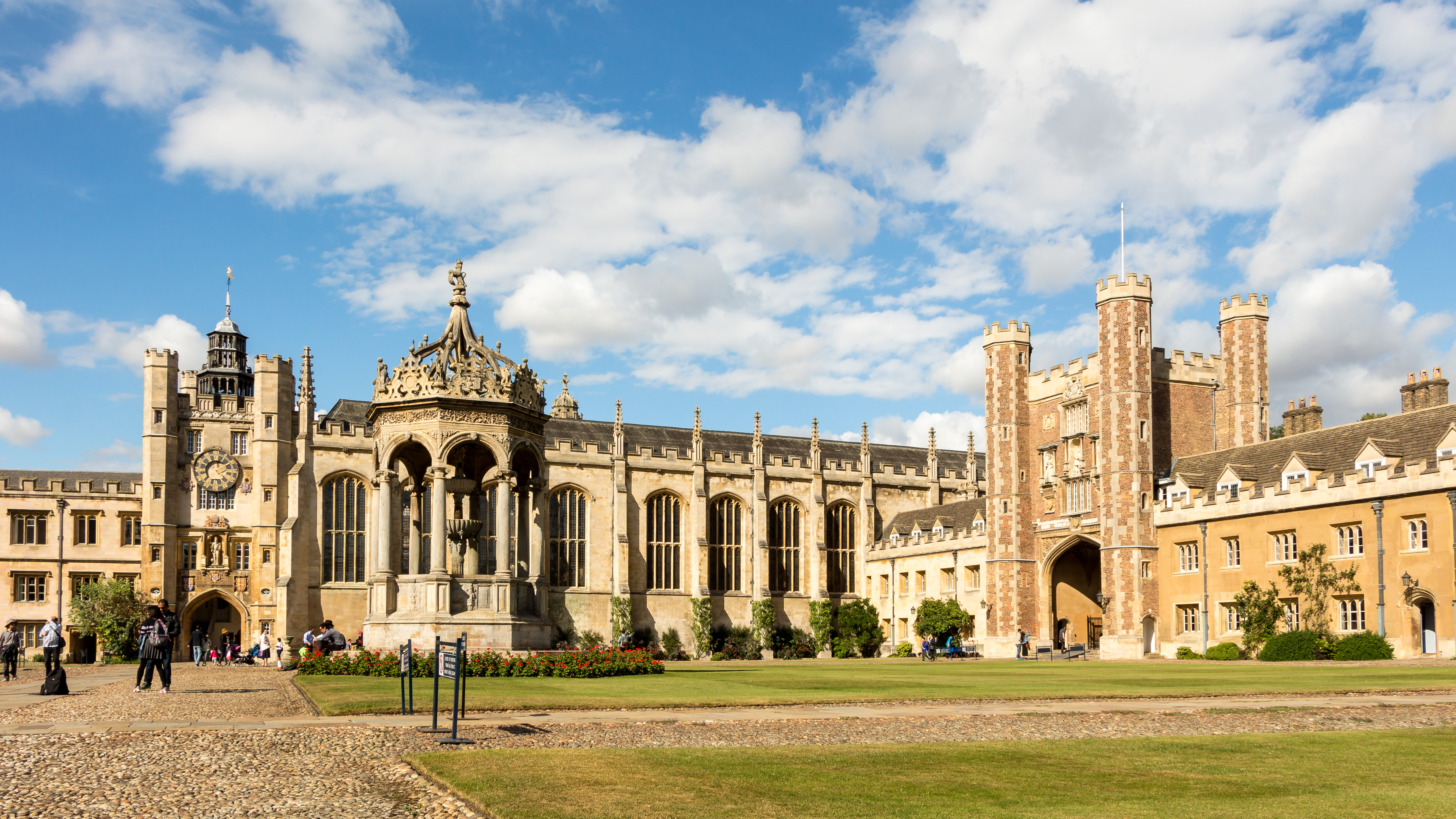
Трініті-коледж в Кембріджі.

Френсіс Оньє (1558 – 1632) – І барон Он’є з Лонгфорда, відомий як лорд Оньє, предок графів Лонгфорд, депутат Палати лордів парламенту Ірландії, Радник Таємної Ради Ірландії,  магістр рукописів Ірландії в часи королів  Англії, Шотландії та Ірландії Якова I та Карла І. У 1619 році в час вакансії посади лорд-канцлера Ірландії обіймав посаду уповноваженого охоронця Великої Державної Печатки Ірландії.

## Життєпис

### Походження та ранні роки
Френсіс Оньє народився в 1558 році в Кембриджі, Англія. Він був старшим сином Річарда Оньє, есквайра та його дружини Роуз Стюард. Його батько був адвокатом і входив до юридичної спілки «Грейс Інн». Крім цього він був багатим землевласником.
Френсіс Оньє отримав освіту у Вестмінстерській школі та в Трініті-коледжі в Кембриджі, перш ніж вступити до юридичної школи «Грейс Інн» у 1577 році. Він працював у багатьох юридичних спілках, отримав ступінь читача в «Грейс Інн» у 1602 році. Він був обдарованим юристом, заслужив похвалу Френсіса Бекона. Його батька було вбито у його власних покоях у 1597 році після того, як його втретє обрали на посаду скарбника «Грейс Інн». Його тіло кинули в Темзу. Молодший брат Френсіса Оньє – Річард Оньє був повішений за злочин у Тайберні 25 січня 1598 року.

### Пізні роки
У результаті свого першого шлюбу Френсіс Оньє оселився в Іст-Клендоні, графство Суррей, Англія. Жив там протягом 1590-х років. Там же став другом сера Вільяма Мора з Лоселі. У 1609 році король Англії, Шотландії та Ірландії Яків I призначив його радником Таємної Ради Ірландії, потім на посаду майстра рукописів Ірландії. Того ж року він був посвячений у лицарі в Гринвічі королем Яковом І. Король Англії Карл I у 1625 році знову призначив його на ці ж посади.
У 1614 році Френсіс Оньє став депутатом Палати лордів парламенту Ірландії, служив уповноваженим по справах англійської колонізації Манстера у 1616 році та графства Лонгфорд у 1620 році. У 1619 році він був призначений уповноваженим Великої Печатки Ірландії після смерті архієпископа Томаса Джонса. У 1621 році він отримав титул лорда Оньє, як барон Оньє з Лонгфорду за грамотою, у якій стверджувалося, що він походить від графів Оньє. Він придбав землі монастиря білих монахів у Дубліні, де він проживав: там у 1677 році вулиця Оньє була названа на честь його родини.

### Родина
Френсіс Оньє був тричі одружений і мав багато дітей у цих шлюбах. Перший раз він одружився з Фіцджеральдою, сестрою XIV графа Кілдер, і мав з нею шестеро дітей: 
- Джеральд Оньєє – ІІ барон Оньє з  Лонгфорду, що одружився з Джейн Онслоу, дочкою сера Едварда Онслоу
- Амброуз Онньє - канцлер собору Святого Патріка, що одружився з Грізел Балкелі, дочкою архієпископа Дубліна Ланселота Балкелі і був батьком Френсіса Оньєє, І графа Лонгфорд, Джеральда Оньє та Амброза Онньє, ІІ графа Лонгфорд
- Елізабет Оньє, що вийшла заміж за Саймона Керілла, потім за Річарда Барна, потім за Джона Мачелла
- Летіс Оньє, що вийшла заміж за Едварда Черрі з Дубліна, потім за сера Вільяма Денверса, потім за сера Генрі Холкрофта.
- Томас Оньє
- Френсіс Оньє (помер молодим)

Вдруге Френсіс Оньє одружився з Енн Барн, донькою сера Джорджа Барна III та Анни Джеррард, і мав з нею двох дітей: 
- Джордж Оньє
- Френсіс Оньє

Втретє Френсіс Оньє одружився з Маргарет Кейв, донькою сера Томаса Кейва (помер у 1613 році) зі Стенфорд-Холла та його дружини Елеонори Сент-Джон. З нею в Френсіса не було дітей.